# Ripper Street
Ripper Street est une série télévisée britannique en 37 épisodes d'environ 58 minutes créée par Richard Warlow dont les deux premières saisons ont été diffusées du 30 décembre 2012 au 16 décembre 2013 sur BBC One. Les trois saisons subséquentes sont produites et diffusées par le service Amazon Prime. Au Canada, elle est diffusée depuis le 19 janvier 2013 sur Space. Elle décrit Londres des années 1889 dans le quartier de Whitechapel au temps de Jack l'Éventreur.
En France, la série est diffusée sur Ciné+ Premier[réf. souhaitée] et depuis le 24 août 2014 sur D8 puis sur Numéro 23 et au Québec depuis le 9 janvier 2015 sur Historia. Néanmoins, elle reste inédite dans les autres pays francophones.

## Synopsis
La série se déroule en avril 1889, six mois après le dernier meurtre de Jack l'Éventreur. La division H de la police londonienne s'occupe de l'East End, un quartier de 67 000 habitants, pauvres pour la plupart. Ils ont traqué pendant des mois Jack l'Éventreur sans réussir à l'attraper. Quand de nouveau des femmes sont assassinées dans les rues de Whitechapel, les policiers de la division H pensent que le tueur est de retour.
Trois hommes sont déterminés à résoudre les crimes : l'inspecteur Edmund Reid, le sergent Bennett Drake et Homer Jackson, un chirurgien de l'armée américaine et ancien Pinkerton. Ils sont aidés par la tenancière d'une maison close, Long Susan, venue des États-Unis avec Jackson.
Au cours de leurs investigations, ils auront à gérer la pression de la presse — notamment du directeur d'un journal à sensation, Fred Best — et aussi celle du chef de la division H, Frederick Abberline.

## Distribution
- Matthew Macfadyen (VFB : Benoît Grimmiaux) : l'inspecteur Edmund Reid (en) (saisons 1-2) puis inspecteur-chef Reid (saisons 3-5)
- Jerome Flynn (VFB : Philippe Résimont) : le sergent Bennet Drake (saisons 1-2) puis inspecteur Bennet (saisons 3-4)
- Adam Rothenberg (VFB : Olivier Cuvellier) : le capitaine Homer Jackson/Matthew Judge (saisons 1 à 5)
- MyAnna Buring (VFB : Marie Van R) : « Long » Susan Hart/Caitlin Swift (saisons 1 à 5)
- Charlene McKenna : Rose Erskine
- David Wilmot (en) : le sergent Donald Artherton (saisons 1 à 3)
- David Dawson (VFB : Maxime Donnay) : Fred Best (saisons 1 à 3)
- Clive Russell : Frederick Abberline, chef de la division H (saisons 1 à 3)
- Matthew Lewis : Samuel Drummond (saisons 4 et 5)
- Damien Molony : l'inspecteur Constable Albert Flight (saison 2)
- Lucy Cohu : Miss Deborah Goren (saison 1 ; Saison 4, épisode1)
- Amanda Hale (en) : Emily Reid (saison 1)
- Jonathan Barnwell : l'agent Dick Hobbs

- Version française
  - Société de doublage : Nice Fellow
  - Direction artistique : Rosalia Cuevas
  - Adaptation des dialogues : Rosine Worteman

Source VF : ?

## Production

### Fiche technique
- Titre original : Ripper Street
- Création : Richard Warlow
- Réalisation : Andy Wilson (4 épisodes), Colm McCarthy (2 épisodes) et Tom Shankland (2 épisodes)
- Scénario : Richard Warlow (6 épisodes), Toby Finlay (2 épisodes)
- Direction artistique : Irene O'Brien
- Décors : Jenny Oman
- Costumes : Lorna Marie Mugan
- Photographie :
- Montage : Úna Ní Dhonghaíle (4 épisodes), Adam Bosman (2 épisodes), Helen Chapman (2 épisodes)
- Musique : Dominik Scherrer
- Casting : Daniel Edwards, Louise Kiely
- Production : Stephen Smallwood, Katie McAleese
- Sociétés de production : Tiger Aspect Productions, Lookout Point
- Sociétés de distribution (télévision) : BBC Worldwide
- Budget :
- Pays d'origine : Royaume-Uni
- Langue originale : anglais
- Format : HDTV 1080i
- Genre : dramatique
- Durée : 60 minutes

## Épisodes

### Première saison (2012-2013)

#### Silence on tue(I Need Light)
Une jeune femme est retrouvée assassinée dans les rues de Londres. Sur son corps, les marques de Jack l'Éventreur. Le chef de la Division H, Frederick Abberline pense alors que c’est le retour du tueur, mais Reid a une autre théorie…

#### Enfance volée(In My Protection)
Un fabricant de jouets et d'automates est battu à mort, à cause d'une mystérieuse boite en cuivre et d'une pièce de monnaie. Le comité de vigilance de Whitechapel, mené par George Lusk accuse un jeune homme de 14 ans d’être le coupable. Reid va alors enquêter dans le monde impitoyable des gangs d’enfants.

#### Le Roi est de retour(The King Came Calling)
À la suite d'une soudaine épidémie de choléra, la Division H et la police de Londres ratissent les quartiers de la ville à la recherche des raisons du développement de cette pandémie.

#### Pour le bien de cette ville(The Good of This City)
Une jeune femme est retrouvée errante, la robe ensanglantée. Il s’agit de Lucy Eames. En état de choc, elle oriente Reid vers un quartier pauvre de Londres qui doit être détruit le jour même. Sur place, les policiers découvrent les cadavres d’un percepteur de loyers et de la mère de Lucy. Jackson, Reid et Drake commencent par examiner la scène de crime et en déduisent qu’une quatrième personne était présente.

#### Le Scarabée de cœur(The Weight of One Man's Heart)
Une calèche a été la cible d’une attaque. Le coffre-fort qu’elle transportait a été percé à l’aide d’un explosif. Peu après, Reid apprend que la cargaison a bien été livrée au destinataire, un bijoutier. Les voleurs ont seulement conservé un saphir. Parallèlement, Drake courtise Rose. Mais il regrette de manquer de moyens pour la rendre heureuse. Peu après, il reçoit la visite du colonel Faulkner, avec qui il a servi dans l’armée.

#### Le Tournoi des ombres(Tournament of Shadows)
En pleine grève des dockers, Reid et son équipe sont appelés à la suite d'une explosion dans laquelle un homme a trouvé la mort. Il s’agit de Joshua Bloom, un anarchiste juif. Dans les décombres, Reid trouve une mystérieuse boîte. Jackson, lui, découvre que la victime a été poignardée. Selon mademoiselle Goren, qui connaissait Joshua, les responsables pourraient être des Russes.

#### Un homme de valeur(A Man of My Company)
Theodore Swift, un magnat du commerce maritime, arrive en ville pour faire l’acquisition d’une ligne de transport en difficulté. Au même moment, le corps de Samuel Fanthorpe, l’ingénieur qui a mis au point un moteur révolutionnaire capable de sauver l’entreprise, est repêché. L’inspecteur Reid établit aussitôt le lien avec la venue de Swift…

#### Dernier espoir(What Use Our Work?)
Une enquête sur un kidnapping entraîne l’inspecteur Reid et ses hommes au cœur d’un réseau de traite des blanches…

### Deuxième saison (2013)
Le 29 janvier 2013, la série a été confirmée pour une deuxième saison par un responsable de la BBC. Le tournage s'est effectué au printemps 2013 pour une diffusion à partir du 28 octobre 2013.
Cette saison s'ouvre en 1890. Emily a quitté Reid après que celui-ci lui ait donné de faux espoir au sujet de leur fille, Mathilda. De son côté, Rose Erskine a abandonné le métier de prostituée pour travailler comme serveuse au sein d'un music-hall. De plus, le sergent Drake a épousé une autre fille de Susan, Bella. Enfin, Fred Aberline impose un nouvel inspecteur à la division H, Albert Flight.

#### Blanc comme neige (Pure As The Driven)
Reid enquête sur un trafic d'opium, dans lequel certains membres de la police seraient impliqués, notamment son homologue et confrère, l'inspecteur Jedediah Shine. Long Susan se voit soumettre un odieux chantage par Silas Duggan, un prêteur de fonds qui l'a aidée à monter son affaire, à l'insu de Jackson qui veut quitter Londres.

#### Ne suis-je pas monstrueux? (Am I Not Monstrous?)
Une jeune femme, Stella Brooks, est assassinée à l'hôpital de Whitechapel peu après son accouchement et son bébé est enlevé. La femme possède une déformation inhabituelle qui conduit Reid à des spectacles de monstres de foire. Cherchant l'aide de Joseph Merrick, Reid le découvre terrifié après une visite de l'inspecteur Jedediah Shine qui apparaît également impliqué dans l'affaire. Jackson découvre que Long Susan est en dette envers Silas Duggan, un autre ami de Shine. 

#### Devient un homme (Become Man)
Un groupe de femmes kidnappe un éminent conseiller du comté de Londres, au sein du music-hall où Rose Erskine travaille maintenant comme serveuse. Il frappe à nouveau en ravissant un avocat, Thomas Ely, venu prendre du bon temps chez Long Susan. Bientôt, une troisième victime en la personne d'un révérend amène Reid à faire le lien avec la grève des femmes, à Londres, en 1888.

#### Bombe féminine (Dynamite and a Woman)
Un irlandais, Aiden Galvin est emmené en fourgon vers la prison lorsque son conducteur a une crise cardiaque. Un jour plus tard, un ancien membre de la police irlandaise, adversaire du mouvement Home Rule est assassiné. L'inspecteur en chef Abberline est convaincu que la Fraternité républicaine d'Irlande est impliquée et ordonne à Reid d'envoyer Flight afin d'infiltrer la communauté irlandaise de Whitechapel et se lier avec la fille de Galvin. L'examen des deux cadavres mène Reid vers des entreprises concurrentes qui rivalisent afin d'obtenir le marché pour établir une centrale électrique.

#### Fils de soie et d'or (Threads of Silk and Gold)
L'étranglement d'un préposé au télégraphe lève le voile sur le fait qu'un groupe de ses homologues se prostituent et font ensuite chanter leurs clients. L'enquête mène Reid à la Barings Bank où le suicide d'un de ses employés et un feuillet manquant menacent de provoquer une catastrophe économique en Argentine et au Paraguay. Reid se voit forcer de collaborer pour l'occasion, avec Fred Best car il est un des clients des garçons protistués. Jackson qui avait mis au point un plan pour se débarrasser de Silas Duggan, perd tout son argent dans les actions argentines.

#### Un amour plus fort que tout (A Stronger Loving World)
Des attaques contre des églises et des synagogues menacent de briser la paix entre les communautés religieuses de Whitechapel. Gabriel Cain, un charismatique savant et ancien membre de l'Ordre hermétique de l'Aube dorée, à la tête d'un groupe de disciples fanatiques, cherche à convertir Drake. Rose Erskine tombe sous l'influence du même groupe.

#### Trahison-Partie 1 (Our Betrayal Part 1)
Rose recherche Drake, en vain. Le frère de Jackson, Daniel Judge débarque à Londres, avec un diamant brut volé à une société minière sud-africaine. Long Susan s'inquiète des intentions de Silas Duggan car celui-ci compte bien prendre la place de Jackson, en son absence. Reid et Flight enquêtent sur une escroquerie, impliquant le bijoutier Nathaniel Hinchcliffe. Mais celui-ci, sous la protection de l'inspecteur Shine, semble intouchable. Jackson croit que le diamant résoudra ses problèmes avec Long Susan, mais les agents de la société minière traquent son frère. 

#### Trahison-Partie 2 (Our Betrayal Part 2)
Trois cadavres sont retrouvés dans un taudis et conduisent Reid à l'inspecteur Shine. L'identification des cadavres mène à une propriété et à Silas Duggan à qui le frère de Jackson veut vendre le diamant volé. Jackson et Long Susan entrevoient un moyen de se venger de Duggan tandis que Reid veut se débarrasser de Shine en l'impliquant dans un match de boxe contre Drake.

### Troisième saison (2014)
Dans un premier temps, le 4 décembre 2013, BBC annule la série après la 2e saison.
Interviewé le 7 janvier 2014 par la BBC, Matthew Macfadyen déclare que la série pourrait faire son retour. Et, en effet, le 26 février 2014, Amazon Prime acquiert les droits de la série et produira une troisième saison, diffusée depuis le 14 novembre 2014 par le service.
En 1894, un accident de train à Whitechapel tue cinquante-cinq civils. Sur la scène de l'accident, Reid, Drake, Jackson, Rose Erskine et Long Susan sont réunis après une longue période de séparation. Reid enquête sur le déraillement et découvre que cela pourrait être d'origine criminelle. L'implication de l' avocat de Susan, Ronald Capshaw, est avéré. Mathilda est encore en vie. Elle est retenue contre son gré par Harry Ward, un souteneur qui prostitue des adolescentes. 

#### Terminus, Whitechapel (Whitechapel Terminus)
Une catastrophe ferroviaire entraîne des conséquences inattendues pour Whitechapel. Reid découvre qu'un vol audacieux serait à l'origine de cet incident. Alors que Reid se bat pour rétablir la paix dans les rues ensanglantées de Whitechapel, son ancienne équipe se reforme. 

#### Battement d'ailes (The Beating of Her Wings)
Un meurtre dans un magasin de curiosités amène Reid à découvrir une jeune fille, en état de captivité. Susan, comme toujours, n'est pas loin et tend un piège à l'inspecteur. Alors que l'horrible vérité se dévoile lentement, Reid doit se contrôler tout en essayant de sauver la fille qui semble détenir toutes les réponses.

#### Cendres et diamants (Ashes and Diamonds)
Alexander Le Cheyne, un mystérieux clairvoyant est retrouvé mort. Jackson présume que la mort résulte d'un empoisonnement. Cela se confirme lors de l'autopsie, lorsqu'il découvre que la mort est due au cyanure d'hydrogène. Susan continue de s'occuper de Mathilda et prévoit de l'envoyer en Suisse.

#### Ton père, mon ami (Your father, my friend)
Drake retrouve Reid qui se cache dans une cabane sur la plage de Margate et l'informe que personne d'autre ne l'a vu tuer Buckley et que Mathilda est en vie. Ils retournent à Whitechapel et finissent par trouver Mathilda dans un bordel, où elle a été emmenée par le proxénète Harry Ward. Le Dr Frayn informe Reid qu'elle a des raisons de croire que Mathilda a vu ses dossiers sur Jack l'Éventreur, avec les images de ses victimes la marquant et la repoussant loin de Reid. Reid retrouve enfin sa fille. 
Soupçonnant le rôle de Capshaw dans l'attaque du train, Fred Best produit des preuves pour montrer que l'argent volé appartenait au père de Susan. Il les remet à Jackson. Jackson confronte Susan et ils se réconcilient. Jackson pense sa femme innocente et oriente Reid vers Capshaw. Avant que Reid ne puisse arrêter l'avocat, il est mis hors d'état. Susan intervient et tue Capshaw, faisant croire à de la légitime défense.

#### Lourdes bottes (Heavy Boots)
Jackson tente d'oublier son chagrin et Drake sort de nouveau avec Rose alors que Reid récupère dans l'hôpital d'Obsidian. Mais Fred Abberline le réveille pour résoudre le meurtre d'un tenancier dont le corps est retrouvé enfermé dans un tonneau. Leur enquête les amène à une bande de tonneliers de la brasserie Black Eagle qui utilise des tactiques d'intimidation pour s'assurer que les tenanciers continuent à servir les bières de la brasserie plutôt que la bière de l'extérieur de Londres. 
Pendant ce temps, Drake confronte Rose, exigeant qu'elle parle de leur relation à son fiancé. À l'hôpital, Reid rêve de son passé, de sa fille et se réveille. Long Susan se trouve, à son chevet.

#### Une vérité incontournable (The Incontrovertible Truth)
Lady Vera et une de ses amies, deux aristocrates ont été retrouvées inconsciente dans un logement de Whitechapel, à côté du cadavre du marchand de fleurs, Ida Watts. Les deux femmes ont été droguées. Le cousin d'Ida, Tom Denton, un voleur connu qui drogue ses victimes, est arrêté. Il explique qu'il a mis en relation Ida avec Lady Vera et son mari, dans le cadre de relations sexuelles tarifiées. Lord Vera arrive au poste de police pour demander la libération de sa femme qui admet le meurtre mais le dispositif moderne d'empreintes digitales prouve que ce n'est pas elle qui a commis le meurtre.

#### Vie libre, vérité libre (Live Free, Live True)
John Currie, un chimiste, est assassiné. Reid et drake découvrent qu'il était un avorteur. Le Dr Frayn persuade Susan d'employer le Dr Rolle, afin d'empêcher ses filles de visiter les avorteurs des rues.

#### La paix d'Edmund Reid (The Peace of Edmund Reid)
Le journaliste américain Ralph Ackerman est torturé et tué après avoir rencontré Fred Best. Pendant ce temps, Jackson confronte Susan et celle-ci révèle qu'elle est enceinte. Drake déclare finalement ses sentiments pour Rose.

### Quatrième saison (2016)
Cette quatrième saison se déroule en 1897.

#### La maison des étrangers (Première partie)
L'ouverture des nouveaux quartiers de la division H par le commissaire adjoint Augustus Dove de Scotland Yard est interrompue par le meurtre d'un avocat indien. Pendant ce temps, Reid et Matilda, heureux dans leurs nouveaux logements au bord de la mer, reçoivent une visite surprise de Deborah Goren, qui supplie Reid de retourner à Whitechapel pour enquêter sur un meurtre pour lequel le scientifique Isaac Bloom a été incarcéré, et qu'elle croit innocent du crime. 
L'enquête de Drake sur l'assassinat de l'avocat est stoppée par l'arrivée de l'inspecteur Constantine, de la branche spéciale, qui prétend que le suspect de Drake est en fait la cible d'une opération d'infiltration. Le Dr Carlyle Probyn fait une proposition à Long Susan, qui pourrait la voir échapper à son destin.

#### La maison des étrangers (Deuxième partie)
Drake est choqué par la proposition de Rose car celle voudrait demander la garde du fils de Susan après la pendaison de celle-ci. Pendant ce temps, le retour de Reid à Whitechapel à la demande de Deborah Goren est largement désapprouvé. L'inspecteur Constantine prend la garde du prisonnier de Drake dans l'espoir d'obtenir une confession. Jackson est forcé de prendre des mesures draconiennes pour obtenir l'aide du Dr Probyn afin de faire évader Susan, et Drake est en colère quand il est informé de l'enquête secrète de Reid.

#### Conscience perdue
Matilda Reid découvre un jeune garçon, Tommy Riggs, dans une maison abandonnée. Quand le garçon meurt dans les bras de Reid, celui-ci a pour priorité de découvrir ce qui est responsable de la mort du garçon. Il visite l'atelier et parle avec le maître, Cornelius Wild, qui prétend que le garçon s'est enfui il y a sept jours, mais qu'il était en pleine santé lorsqu'il a disparu. 
Quand une jeune femme, Lena Starling arrive à la division H pour identifier le garçon, Reid se rend compte qu'elle est confuse et qu'elle cherche des réponses quant au vrai sort de son propre fils. Pendant ce temps, Rose a aussi des problèmes à se lier avec son fils nouvellement adopté, Connor.

#### Un monde blanc fait de rouge
La découverte d'un corps vidé de son sang dans une boucherie de Whitechapel amène Drake et Reid à soupçonner qu'une autre victime est morte ailleurs, tous deux ayant fait l'objet d'une horrible expérience de transfusion sanguine qui semble avoir mal tourné. Au cours de l'autopsie de la première victime, Jackson découvre des blessures qui suggèrent que l'homme a été pendu 24 heures auparavant, et devait donc être détenu à la morgue de l'hôpital de la ville de Londres. 
Reid rend une visite à Frederick Treves qui nie avoir connaissance d'un corps ayant disparu de sa morgue. L'identité de la victime est découverte lorsqu'une carte en sa possession révèle qu'il est un occupant de l'atelier polonais. Là, Thatcher trouve une autre victime, Magdalena et découvre le complot désespéré d'un homme pour trouver un donneur de sang pour sa fille gravement malade.

#### Hommes de fer, hommes de fumées
Quand un footballeur de la ligue de Londres, Thames Ironworks est brutalement assassiné. Un des principaux suspects de l'affaire est Thomas Gower. Reid et Drake l'avaient rencontré huit ans plus tôt à la suite du meurtre d'un fabricant de jouets. Drake croit qu'il a changé, après avoir servi dans l'armée, et obtenu un emploi à l'usine sidérurgique qui emploie seulement des hommes de tempérance. De son côté, Reid ne croit pas qu'un homme puisse changer. 
Une enquête plus poussée menée par Jackson amène la division H à découvrir que Gower était présent sur les lieux du meurtre, mais qu'il n'est pas l'auteur des faits. Pendant ce temps, Susan pense à la façon dont elle peut s'échapper avec Jackson et son fils, mais Jackson est choqué de découvrir son plan pour voler l'homme qui a offert de l'aider.

#### Pas de loups, à Whitechapel
Drake est désemparé lorsque Thomas Gower est retrouvé poignardé. Un témoin qualifie le tueur de «golem de Whitechapel». Cependant, l'autopsie de Jackson soulève des questions intéressantes lorsqu'il est établi que Gower a subi des blessures semblables à celles de la victime d'Isaac Bloom. 
Reid commence à se demander si le meurtre de Gower est lié d'une manière ou d'une autre au cas de Bloom, mais ses découvertes ne font que jeter une ombre supplémentaire sur l'enquête de Drake. Quand une troisième victime est découverte par le rabbin local, Dove est forcé d'intervenir et Reid et Drake sont obligés de mettre leurs différends de côté et de travailler ensemble pour capturer le tueur en série. 

#### Edmund Reid, l'a fait
Drake et Reid sont convaincus que Dove est impliqué dans le cas du golem de Whitechapel. Avec l'aide de Rachel Costello, ils découvrent des preuves allant dans ce sens. 
Pendant ce temps, Thatcher et Drummond tentent de capturer les responsables du vol de trois vases en porcelaine inestimables, mais ils sont choqués quand ils trouvent Jackson en possession du butin volé. Incarcéré, Jackson donne à Reid des informations qui le conduisent à la cour du docker, où il trouve le Golem et Susan. Ses plans pour abattre Dove sont gênés quand Rose offre des informations qui conduisent Dove au corps de Theodore Swift.
Reid, Drake, Jackson et Susan se dirigent vers les tunnels souterrains afin de trouver Dove et Nathaniel mais trouvent Croker à l'article de la mort. La troupe se sépare pour retrouver les suspects. Drake affronte Nathaniel mais dans l'affrontement, Drake est mortellement blessé. Nathaniel s'enfuit alors que Reid, Jackson et Susan arrivent pour s'occuper de Drake, mais celui-ci succombe à ses blessures.

### Cinquième saison (2016)
Cette saison se déroule en 1899.

#### Coffre fermé
Reid, Jackson et Susan - fuyant la police - doivent trouver le moyen de renverser le commissaire adjoint Dove et révéler la vérité sur son frère,Nathaniel. Reid et Jackson découvrent que Nathaniel est responsable du vol d'un chien de combat et cherche l'emplacement du prochain combat. 
Pendant ce temps, la division H fait la connaissance de son nouveau chef - l'inspecteur Jedediah Shine, ancien chef de la division K. 

#### Un fil cassant
Reid et Jackson sont obligés de se cacher de Shine et Thatcher Les fugitifs décident d'utiliser le corps récemment décédé d'un docker comme un stratagème pour forcer Nathaniel à sortir de sa clandestinité. 
Shine, cependant, soupçonne un canular. Quand le journal du matin dépeint Reid comme un héros, Shine confronte le rédacteur Castello, mais son interrogatoire s'avère trop musclé pour Thatcher qui est lasse de servir un tyran. Il se met en quête de Reid.

#### Larmes scintillantes
Nathaniel, exilé par son frère dans un cottage abandonné, trouve du réconfort auprès d'un vendeur de poisson, M. Sumner. Quand M. Sumner meurt soudainement, Nathaniel offre d'aider sa fille, Prudence, et son jeune fils, Robin. Cependant, son frère, Caleb, est moins accueillant. Quand un voleur tente de voler les prises de Prudence, Nathaniel lui casse les doigts. 
Forcé de fuir, il est plus tard pardonné par Prudence, mais elle est plus tard avertie de ses tendances violentes par Augustus. Nathaniel parvient à regagner sa confiance, puis découvre qu'elle est battue par Caleb. 

#### Rêves perdus
Thatcher trouve le jeune Robin,après la mort de sa mère et de son oncle,aux mains de Nathaniel. Reid, Jackson et Susan réussissent à découvrir des informations qui, selon eux, pourraient les conduire à Nathaniel. Quand ils arrivent à la maison des Sumner, ils constatent qu'elle a été méticuleusement nettoyé et que les deux cadavres ont disparu. 
Shine n'est pas étranger à cette affaire. Cependant, il est surpris d'apprendre la véritable identité du tueur. Grâce aux informations de Reid, il confronte Dove et découvre que la rumeur des tendances animales de son frère est vraie. Dove persuade Shine que Reid est une plus grande menace. Reid et Jackson trouvent le corps de Robin dans la rivière. Jackson décide de mettre fin à son implication dans l'opération de Reid et de sauver son fils des griffes de Dove. 

#### Un ultime acte d'honneur
Reid est incarcéré et Jackson et Susan planifient leur évasion avec Connor. 
Ayant envoyé Thatcher afin exhumer le corps de Robin Sumner dans l'espoir de prouver la culpabilité de Dove, Reid patiente. Dove est averti des plans de Thatcher et l'élimine. Nathaniel assiste à l'événement et récupère le corps de Robin.

#### Rapports d'événement
Dove est traduit en justice, tout comme son frère Nathaniel et Susan. Pour dissimuler le scandale public, le commissaire ordonne que Dove soit emprisonné sans jugement sous un faux nom. Au lieu d'assister à l'exécution de Susan, Jackson part avec Connor pour les États-Unis. 
Reid est réintégré en tant qu'inspecteur. Mathilda enceinte, épouse le père de son enfant et laisse son père derrière elle. Mimi, à la veille du nouvel an 1899, apprend la mort héroïque de Jackson aux États-Unis. Reid reste troublé par les souvenirs de Jack l'Éventreur, et tente de trouver une issue à son échec à résoudre l'affaire. 
Cela se révèle infructueux, et il continue à surveiller Whitechapel comme son seul gardien. Il passe le nouvel an seul dans son bureau, en lisant les rapports d'événements quotidiens.

## Distinctions

### Récompenses
- Irish Film and Television Awards 2013 : Meilleur décor, meilleur maquillage et coiffure
- British Academy Television Awards 2014 : meilleur acteur dans un second rôle pour Jerome Flynn

### Nominations
- British Academy Television Awards 2013 : meilleure série dramatique

## Sources
- (en) Cet article est partiellement ou en totalité issu de l’article de Wikipédia en anglais intitulé « Ripper Street » (voir la liste des auteurs).